# Jack Smith (director de cine)
Jack Smith (Columbus, Ohio, 14 de noviembre de 1932 - Nueva York, 25 de septiembre de 1989) fue un director de cine, actor y pionero del cine underground. Además de por su obra cinematográfica, se le conoce como uno de los fundadores de la performance en Estados Unidos y por su obra fotográfica underground.

## Biografía
Jack Smith creció en Texas, donde hizo su primera película, Buzzards over Baghdad, en 1952. Se trasladó a Nueva York en 1953.
Smith fue uno de los primeros proponentes de las corrientes estéticas que se hicieron conocidas como "camp" y "thrash", usando medios de producción carentes de presupuesto (por ejemplo, usando material descartado o rechazado de otras películas) para crear un cosmos visual altamente influido por el kitsch de Hollywood y lo oriental y junto con Flaming Creatures crearon la cultura drag tal como se conoce actualmente. Smith tenía una fuerte relación con John Vaccaro, fundador de The Playhouse of The Ridiculous, cuya falta de interés en el teatro convencional influyó profundamente las ideas de Smith sobre el arte de la actuación. A su vez, Vaccaro recibió una profunda influencia de la estética de Smith. 
Tony Conrad produjo dos CD de los archivos de la cinta de Jack Smith subtitulado 56 Ludlow Street, que se registraron entre 1962 y 1964
Smith también ha sido referenciado por artistas como Laurie Anderson, Cindy Sherman y Mike Kelley, directores de cine como David Lynch y Matthew Barney, el fotógrafo Nan Goldin, los músicos John Zorn, Lou Reed y David Byrne, y el director de teatro Robert Wilson. La leyenda del teatro Richard Foreman escribió, 'Jack Smith es el manantial secreto de todo lo que es de interés en el teatro experimental".
El más famoso (y posiblemente el más conocido) de las producciones de Smith es Flaming Creatures (1962). La película es una sátira de las películas de Hollywood B y un homenaje a la actriz María Montez, quien actuó en muchas producciones. Sin embargo, las autoridades consideran que algunas de las escenas eran de carácter pornográfico. Copias de la película fueron confiscadas en el estreno, que fue posteriormente prohibido (técnicamente, sigue siendo hoy en día). A pesar de que no se puede ver, la película ganó cierta notoriedad cuando la grabación se proyectó durante las audiencias del Congreso.
La próxima película de Smith "Normal Love" era el único trabajo en la obra de Smith, con una longitud de casi 120 min., y contó con varias estrellas, incluyendo a Mario Montez, Diane di Prima, Tiny Tim, Francine Francis, Grant Beverley, Vaccaro Juan, y otros. El resto de su producción consiste principalmente en cortometrajes, muchos de ellos nunca proyectados en un cine, pero aparecen en las actuaciones y constantemente reeditados para ajustarse a la etapa de las necesidades.
Además de aparecer en su propio trabajo, Smith trabajó como actor. Él interpretó el papel principal en terminar de Andy Warhol en la película de Batman Dracula, Ken Jacobs's Blonde Cobra, y apareció en varias producciones teatrales de Robert Wilson.
También trabajó como fotógrafo y fundó el Hyperbole Photographic Studio en Nueva York. En 1962, dio a conocer The Beautiful Book, una colección de cuadros de artistas de Nueva York, que fue reeditado por Granary Books.
Después de su última película, No President (1967), Smith creó el rendimiento y la obra de teatro experimental hasta su muerte el 25 de septiembre de 1989 debido a una neumonía relacionada con el sida.
En 1989, Penny Arcade, trató de salvar la obra de Smith desde su apartamento después de su larga lucha contra el sida y la posterior muerte, según la petición de Smith. Arcade intentado conservar el apartamento como Smith lo había transformado - una etapa de elaboración establecido para la que nunca se filmó "Sinbad In a Rented World" - como un museo dedicado a Jack Smith y su obra. Este esfuerzo fracasó.
En 1992, el actor Ron Vawter resaltó el desempeño de Smith "What's Underground about Marshmallows?" en el Roy Cohn/Jack Smith  durante un concierto en vivo y que fue publicado más tarde como una película.
Hasta hace poco, el archivo de Smith fue co-gestionado por Arcade, junto con el historiador de cine Hoberman J. a través de su corporación, The Plaster Foundation, Inc. Dentro de los diez años de la muerte de Smith, la Fundación, que opera en gran parte sin financiación, pero a través de donaciones y la buena voluntad, fue capaz de restaurar todas las películas de Smith, creando una gran retrospectiva curada por Edward Leffingwell.
En enero de 2004, el tribunal de Nueva York ordenó a Hoberman y Arcade regresar el archivo de Smith a su heredero legal, a su hermana Sue Slater. Hoberman y Arcade lucharon para desestimar la alegación de Slater, argumentando que ella abandonó el apartamento de Jack y su contenido, el juez rechazó el argumento de la Fundación y falló a favor de Slater.

## Citas sobre Smith
- "Él era el rey de la tierra." George Kuchar[5]
- "El padrino de las artes escénicas." Laurie Anderson[6]
- "El único y verdadero director del cine underground." John Waters[7]
- "Jack Smith era el verdadero Warhol". John Zorn[8]

## Filmografía
Por Jack Smith
- 1952 Buzzards over Baghdad[1]
- 1961 Scotch Tape
- 1963 Flaming Creatures (b/w, 46 min.)
- 1963 Normal Love (120 min.)
- 1967 No President (a/k/a The Kidnapping of Wendell Wilkie by The Love Bandit, ca. 50 min.)

Con Jack Smith como actor
- 1960 en Ken Jacobs's Little Stabs at Happiness.[1]
- 1963 en Ron Rice's Queen of Sheba Meets the Atom Man.[1]
- 1964 en Ron Rice's Chumlum.[1]
- 1989 en Ari Roussimoff (Frankenhooker)'s Shadows in the City.[1]

Acerca de Jack Smith
- 2006 Jack Smith and the Destruction of Atlantis Documental escrito, dirigido y coproducido por Mary Jordan.[1]